# Baiersdorf (Riedenburg)
Baiersdorf ist ein Ortsteil der im niederbayerischen Landkreis Kelheim gelegenen Stadt Riedenburg.

## Geografie
Das Kirchdorf befindet sich etwa viereinhalb Kilometer östlich von Riedenburg und liegt auf einer Höhe von 532 m ü. NHN. Der Ort liegt im südlichen Bereich des historischen Gebietes Tangrintel, einer überwiegend bewaldeten Hochebene, die zwischen den Flussläufen der Altmühl und der Schwarzen Laber liegt.

## Geschichte
Durch die zu Beginn des 19. Jahrhunderts im Königreich Bayern durchgeführten Verwaltungsreformen wurde der Ort zu einer eigenständigen Landgemeinde, zu der auch das Kirchdorf Keilsdorf gehörte. Im Zuge der in den 1970er Jahren durchgeführten kommunalen Gebietsreform in Bayern wurde die Gemeinde Baiersdorf am 1. Mai 1978 in die Stadt Riedenburg eingegliedert.

## Verkehr
Die Anbindung an das öffentliche Straßennetz erfolgt durch die Kreisstraße KEH 16, sie durchläuft den Ort von Maierhofen im Nordosten her kommend in südwestliche Richtung nach Prunn.